# Ханох, Шалом
Шало́м Хано́х (род. 1 сентября 1946, кибуц Мишмарот, Палестина, ныне Израиль) — израильский рок-певец, композитор и поэт, считающийся одной из наиболее влиятельных фигур в израильской рок-музыке.

## Биография
Шалом Ханох, уроженец кибуца Мишмарот, начал играть на гитаре в 12 лет и вскоре уже выступал в ансамбле «Мишмарон», выступавшем на местных праздниках. В 14 лет он написал музыку и слова своей первой песни «Ночь», которую продолжал исполнять и в зрелом возрасте. Для ряда других ранних песен Ханоха тексты писал его друг Меир Ариэль, а песня «Последний день» была написана на слова Авраама Шлёнского.
В 16 лет Ханох поступил в театральное училище «Бейт-Цви». Во время учёбы он продолжал сочинять песни, в которых ощущалось влияние Beatles; одна из них, «Осень», написанная на слова однокурсницы Ханоха, попала в репертуар фолк-дуэта «Хедва и Давид». В 19 лет Ханох был призван в армию и, как и его старшая сестра Наама, стал членом военного ансамбля «Лахакат НАХАЛЬ», многие из участников которого позже становились звёздами израильской эстрады. Однако Ханох, чья кандидатура сперва даже была отвергнута из-за излишней серьёзности, оставался в ансамбле на вторых ролях, не исполнял сольных композиций, а его произведения почти не включались в репертуар (единственной такой песней стали «Сплетницы», включённые в диск ансамбля, выпущенный в 1967 году). Толчок его сольной карьере дала случайная встреча: во время отпуска, выступая на сцене тель-авивского ночного клуба со своими композициями, молодой автор привлёк внимание главной поп-звезды Израиля того периода — Арика Айнштейна. Впечатлённый Айнштейн немедленно предложил Ханоху сотрудничество и в течение нескольких следующих недель уже записал четыре его песни. Следующий альбом Айнштейна, «Мазаль гди» (ивр. מזל גדי‎ — «Знак Козерога»), уже полностью состоял из авторских песен Ханоха на его собственные слова и слова других авторов.
В 1968 году Ханох закончил военную службу, женился на Лихи Эфрон и переехал в Тель-Авив. В следующие несколько лет его песни, помимо Айнштейна, исполняли «Лехакат НАХАЛЬ», гражданский ансамбль «Лехакат пикуд Дизенгоф», «Хедва и Давид», Йоси Банай и Шула Хен. Начиная с 1969 года он сам начал записывать вокальные партии — в частности, в составе трио «Шлошарим» с Бенни Амдурским и Хананом Йовелем, а также с Ури Зоаром и Айнштейном. Его песни, вошедшие в альбом Айнштейна «Шаблуль» (ивр. שבלול‎ — «Улитка») и совместный с Айнштейном альбом «Пластелина», знаменовали новый этап в становлении израильской рок-музыки.

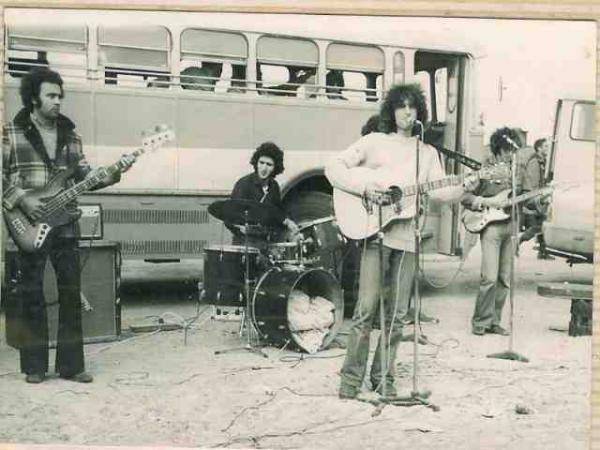
Шалом Ханох (у микрофона) выступает перед солдатами во время войны Судного дня

Добившись успеха в Израиле как автор песен, Ханох отправился в Лондон в попытке начать сольную карьеру. Там он сумел заключить договор с продюсером Диком Джеймсом, владельцем лейбла DJM Records, и выпустил альбом Shalom, составленный в основном из его собственных песен, ранее записанных Айнштейном. Специально для альбома Ханох, чей английский язык оставлял желать лучшего, написал английские тексты к песням, а также включил в него четыре новых композиции. Музыкальные партии песен исполняла рок-группа известного гитариста Калеба Куэя, выступавшего с Beatles и Элтоном Джоном, но слабые тексты и тяжёлый ивритский акцент привели к тому, что альбом, вышедший в 1971 году, провалился в продажах. Джеймс потребовал от Ханоха сотрудничества с английским поэтом-песенником. После отказа Ханоха контракт между ними был разорван.
После возвращения в Израиль в 1973 году Шалом Ханох собирался присоединиться к Арику Айнштейну в составе группы «Черчилим», но этому помешало начало войны Судного дня, так что их единственные совместные концерты проходили перед солдатами на фронте и по выходным в зале «Цавта» в Тель-Авиве. В итоге Ханох составил с клавишником Ариэлем Зильбером основу ансамбля «Тамуз», считающегося первой настоящей рок-группой в Израиле. В 1975 году «Тамуз» выпустил альбом «Соф онат ха-тапузим» (ивр. סוף עונת התפוזים‎ — «Конец сезона апельсинов»), песни которого были написаны Ханохом и Зильбером. Автором слов заглавной песни альбома был старый товарищ Ханоха Ариэль Зуильбер. Развивая успех альбома, группа предприняла турне по Израилю, но в ходе турне обострились противоречия между зильбером и другими членами группы, которая распалась на следующий год. В 1977 году Ханох выпустил свой первый сольный альбом на иврите — «Адам бетох ацмо» (ивр. אדם בתוך עצמו‎ — «Человек внутри себя»). В этом альбоме он солировал и играл на акустической гитаре в сопровождении новой группы. С песнями из нового альбома Ханох вызвал фурор на фестивале в Невиоте в октябре того же года.
В 1979 году Ханох и Айнштейн выпустили двойной альбом. Следующий диск Ханоха, «Хатуна левана» (ивр. חתונה לבנה‎ — «Белая свадьба»), вышел после того, как распался его брак. Это был более интимный альбом, темы песен которого часто были связаны с личной жизнью самого Ханоха, и слушатели впервые услышали новый голос исполнителя — хриплый и прокуренный, ставший с тех пор его визитной карточкой. Выход альбома прошёл без особого успеха, как и последующий промотур, оказавшийся слишком помпезным и не вызвавший отклика у публики. Следующий альбом, вышедший в 1983 году, также не вызвал ажиотажа, хотя песни из него часто исполнялись по радио. Напротив, вышедший в 1984 году альбом «Мехаким ле-Машиах» (ивр. מחכים למשיח‎ — «В ожидании Мессии») стал самым успешным в карьере Ханоха. В этом альбоме к песням личного и романтического содержания добавились композиции на социальную и политическую тематику. В титульной песне альбома Мессия — биржевой игрок, кончающий с собой во время финансового краха 1983 года, а песня «Не останавливаясь на красный свет» содержит критику действий министра обороны Ариэля Шарона в ходе Ливанской войны. Промотур альбома проходил на крупнейших концертных площадках страны и сопровождался аншлагами, а сам альбом оставался в продаже до конца 90-х годов и разошёлся в общей сложности тиражом свыше 70 тысяч экземпляров.
В 1986 году вышел дебютный диск подруги Ханоха Дафны Армони, для которого он написал большинство песен. Сам Ханох дал с Армони несколько концертов. Он также участвовал в совместном туре с другой израильской рок-звездой — Матти Каспи. В следующем году в турне «Всего лишь человек» он включил в программу новые композиции, ещё не вышедшие в записях. В числе музыкантов, сопровождавших это турне, были американские исполнители Ронни и Рэй Питерсоны и Рой Мартин, что вызвало протесты израильских музыкантов. После окончания турне звучавшие в нём песни вышли новым альбомом в 1988 году, но он не снискал того успеха, который выпал на долю предыдущего диска Ханоха. Та же судьба ждала и следующий альбом — саундтрек к фильму «Настоящий роман», снятому Лихи Ханох, в котором звучали наиболее известные пьесы её бывшего мужа. В 1991 году вышел очередной альбом Ханоха «Бе-гильгуль ха-зе» (ивр. בגלגול הזה‎ — «В этой реинкарнации»), одна из песен которого, «Каха ве-каха» («И так и сяк»), стала хитом. Сам альбом оказался самым успешным для Ханоха в 90-е годы. На следующий год Ханох предпринял новый тур с акустической музыкой, проходивший под девизом «Кто-то отрубил электричество». Об этом туре был снят документальный фильм, а позже часть композиций из него вошла в новый диск.
В 1999 году вышел новый совместный альбом Ханоха и Анштейна «Мускат». Альбом составили песни Ханоха, однако основным исполнителем был Айнштейн, а сам автор пел только в двух композициях. На следующий год Ханох стал одним из участников проекта «Я благодарен», посвящённого памяти его старого друга Меира Ариэля. В концертах и записанном альбоме Ханох исполнял песни Ариэля как сам, так и в составе воссоединившейся с этой целью группы «Тамуз». Он также записал одну из композиций для нового альбома Авива Гефена «Путевой журнал», а на следующий год несколько его песен вошли в новый альбом Йоси Баная. Следующий сольный диск Ханоха вышел в 2003 году, после семилетнего перерыва, а уже на следующий год появился совместный концертный двойной альбом Ханоха и Моше Леви «Еция» (ивр. יציאה‎ — «Выход»), за семь месяцев разошедшийся тиражом в 20 тысяч экземпляров («золотым» для Израиля). В 2005 году Ханох впервые предпринял совместное турне с Шломо Арци. Оба исполнителя считаются в Израиле культовыми, но до этого вместе не выступали, и поэтому совместный проект поначалу был воспринят скептически, но оказался успешным, собрав на концертах сто тысяч зрителей. В этом же году в опросе портала Ynet, определявшем 200 величайших израильтян за историю страны, Ханох занял 49-е место.

## Дискография
Приводится по сайту MOOMA

### Студийные альбомы
- Пластелина (1970)
- Шаблуль (рус. Улитка, 1970)
- Shalom (1971)
- Адам бетох ацмо (рус. Человек внутри себя, 1977)
- Хатуна левана (рус. Белая свадьба, 1981)
- Аль пней ха-адама (рус. На Земле, 1983)
- Мехаким ле-Машиах (рус. В ожидании Мессии, 1985)
- Рак бен-адам (рус. Всего лишь человек, 1988)
- Бе-гильгуль ха-зе (рус. В этой реинкарнации, 1991)
- Ло яхоль лишон ахшав (рус. Теперь не спится, 1992)
- А-ли-мут (рус. На-си-лие, 1994)
- Эрев-Эрев (рус. Каждый вечер, 1997)
- Мускат (1999)
- Ор исраэли (рус. Израильский свет, 2003)
- Шалом Ханох (2009)
- Ха-Микре Ве-Ха-Таут (рус. Случайность и Ошибка, 2015)
- Зум (2016)
- Херцль Лиленблюм (2021)

### Специальные издания и концертные альбомы
- Шалом Ханох бе-офаа хая (рус. Концерт Шалома Ханоха, 1978)
- Арик Айнштейн ве-Шалом Ханох бе-офаа (рус. Концерт Арика Айнштейна и Шалома Ханоха, 1979)
- Роман амити (рус. Настоящий роман, 1989)
- Еция (рус. Выход, 2004)
- Шломо Арци ве-Шалом Ханох бе-Кейсария (рус. Шломо Арци и Шалом Ханох в Кесарии, 2005)
- Ха-мейтав (рус. Избранное, сборник, 2006)
- Еция 2 (рус. Выход 2, 2012)